# Frejas smykke
Frejas smykke er et tegneseriealbum af Peter Madsen. Det er nummer otte i serien om Valhalla og blev udgivet i 1992. Historien er en genfortælling af myten om Odin, der får Loke til at stjæle Frejas halskæde brisingamen, som er beskrevet i Sörla þáttr. Der er også inkorporeret oplysninger om Lokes fjendskab med Hejmdal og Frejas ulykkelige ægteskab med Od, som er beskrevet i Yngre Edda.
Albummet modtog Norsk Tegneserieforums pris, Sproing-prisen, for bedste udenlandske album 1992.

## Handling
Foråret er i gang og både mennesker og dyr forelsker sig. Loke synes det hele er noget pjat, men Odin begærer kærlighedsgudinden Freja, og da Loke fortæller ham, at hun lå én nat med hver af de fire dværge som fremstillede hendes fantastiske halssmykke Brisingamen som betaling, beordrer Odin ham at skaffe ham smykket, så Odin kan indløse denne pris nok en gang.
Heimdal bliver også forelsket i Freja, og Loke udnytter det til, at få ham til at hjælpe sig med at stjæle smykket. Men da Heimdal forsøger, kommer han i stedet til at kalde Freja en liderlig so. Hun hører det og er knust. Loke prøver igen at stjæle smykket og det lykkes. Da Heimdal hører det bliver han vred og jager Loke indtil han få fat på det men, Loke narrer Heimdal og får det igen. Da Freja opdager hendes smykke er væk går hun til Odin og får det igen ved at give ham det samme, som hun betalte dværgene for at lave det; én dråbe af kærlighedsgudens blod. Hun tilgiver derefter Heimdal.